# Божки (Бориспільський район)
Божки́ — село в Україні, у Яготинській міській громаді Бориспільського району Київської області. Населення становить 62 осіб.

## Історія
- Село сформувалося з 3 хуторів, які існували ще з ХІХ століття - Велички[2], Великий Кут[3] та Калитина[3].

1910 року - хутір Веселий Кут (Божків) Жоравської волості Пирятинського повіту Полтавської губернії, 6 господарств, 38 мешканців разом з найманими робітниками.
На мапі 1941р.  - х.Божки. У 30-рр. ХХ століття хутори сформували хутір, згодом село Божки.

## Географія

### Клімат
| Клімат Божків             | Клімат Божків | Клімат Божків | Клімат Божків | Клімат Божків | Клімат Божків | Клімат Божків | Клімат Божків | Клімат Божків | Клімат Божків | Клімат Божків | Клімат Божків | Клімат Божків | Клімат Божків |
| Показник                  | Січ.          | Лют.          | Бер.          | Квіт.         | Трав.         | Черв.         | Лип.          | Серп.         | Вер.          | Жовт.         | Лист.         | Груд.         | Рік           |
| Середній максимум, °C     | −2,5          | −1,4          | 3,7           | 13,5          | 20,8          | 24,1          | 25,4          | 24,8          | 19,5          | 12,5          | 4,6           | 0,2           | 12            |
| Середня температура, °C   | −5,6          | −4,6          | 0,2           | 8,7           | 15,4          | 18,7          | 20,0          | 19,3          | 14,2          | 8,2           | 1,9           | −2,4          | 7             |
| Середній мінімум, °C      | −8,6          | −7,8          | −3,3          | 4,0           | 10,0          | 13,4          | 14,7          | 13,8          | 8,9           | 3,9           | −0,8          | −5            | 3             |
| Норма опадів, мм          | 36            | 31            | 31            | 47            | 42            | 72            | 75            | 55            | 45            | 34            | 43            | 46            | 557           |
| ------------------------- | ------------- | ------------- | ------------- | ------------- | ------------- | ------------- | ------------- | ------------- | ------------- | ------------- | ------------- | ------------- | ------------- |
| Джерело: climate-data.org |               |               |               |               |               |               |               |               |               |               |               |               |               |